# Тополяне
Тополяне е село в Южна България. То се намира в община Раднево, област Стара Загора.

## География
Село Тополяне е разположено в Горнотракийската низина на левия бряг на река Сазлийка. Надморска височина 101 метра. Отстои на 5 километра северозападно от гр. Раднево.